# Anthocharis damone
The Eastern Orange Tip (Anthocharis damone), là một loài bướm ngày thuộc phân họ Pierinae, được tìm thấy ở miền nam châu Âu và Asia Minor.

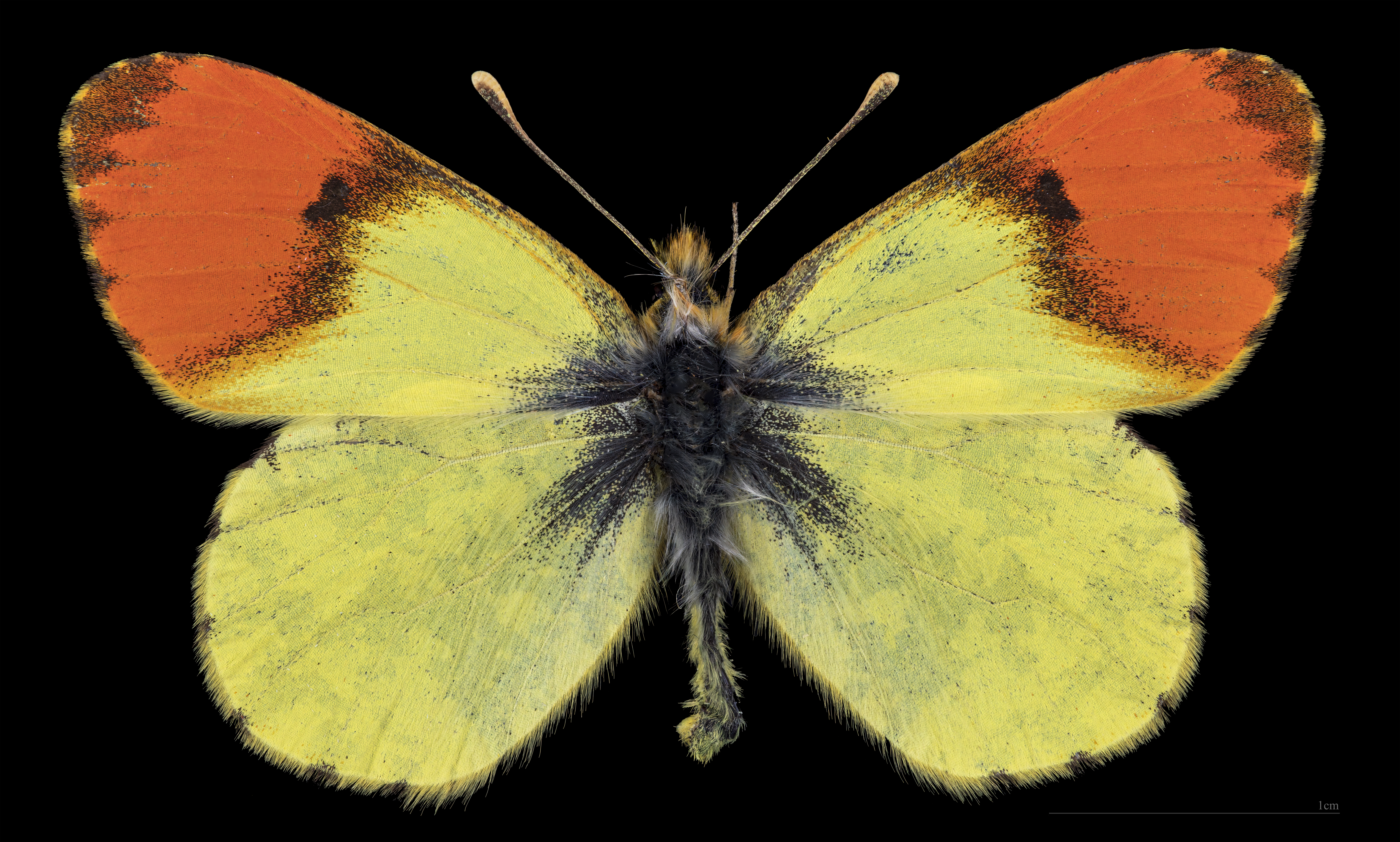
Anthocharis damone ♂
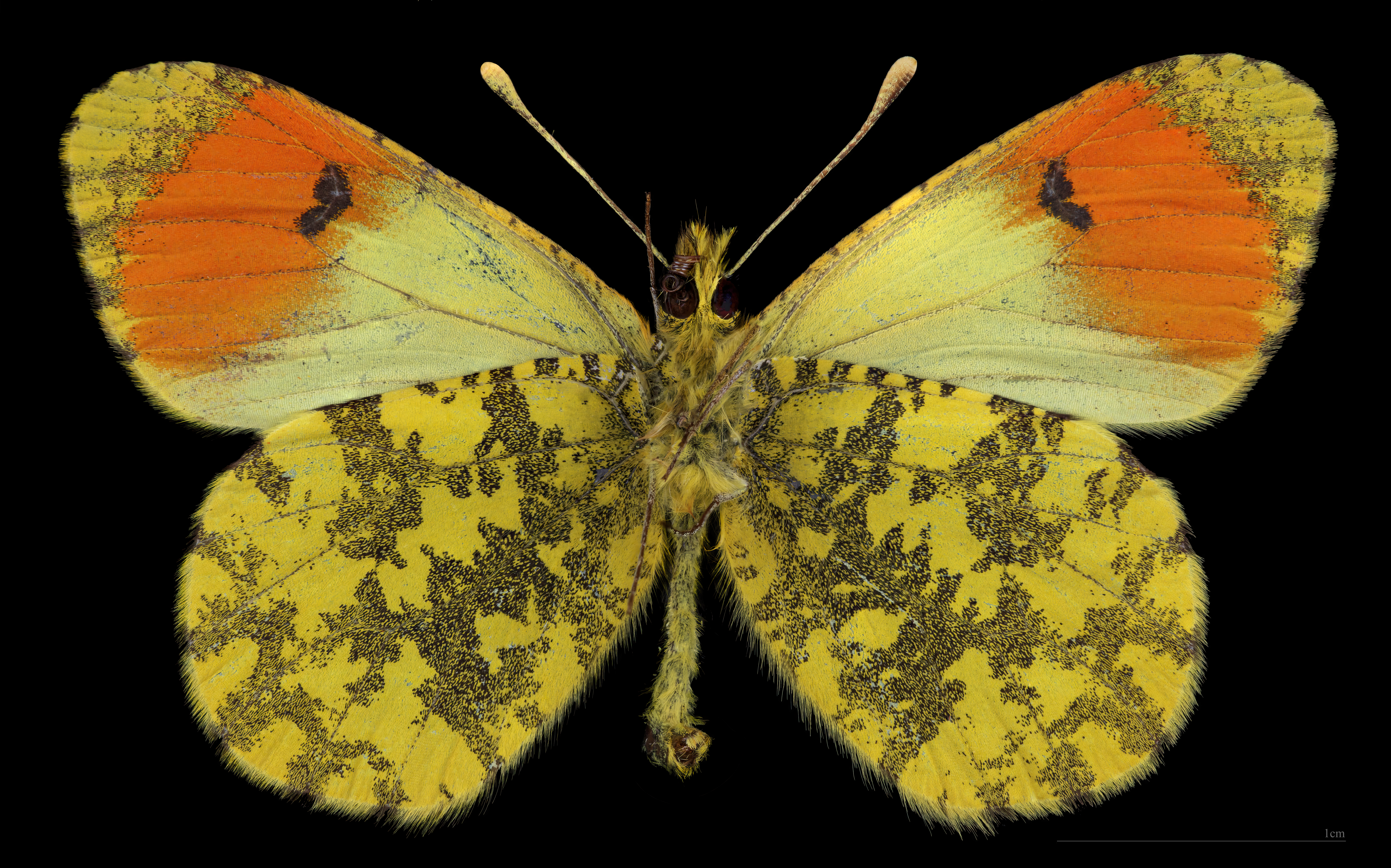
Anthocharis damone ♂   △